# درة (جنس)
الدُّرَّة (الاسم العلمي: Psittacula) هو جنس من الببغاوات من إفريقيا وجنوب شرق آسيا التي تُعرف بالاسم الشائع الببغاوات المطوقة الإفريقية الآسيوية. إنها مجموعة واسعة الانتشار ذات تركيز واضح للأنواع في جنوب آسيا، ولكن أيضًا مع ممثلات في إفريقيا وجزر المحيط الهندي. هذا هو الجنس الوحيد من الببغاوات الذي توجد غالبية أنواعه في قارة آسيا. من بين جميع الأنواع الموجودة فقط درة لايارد ودرة نيكوبار [الإنجليزية] ودرة إخو [الإنجليزية] ليس لها نُويع ممثل في أي جزء من بر آسيا الرئيس. الدرة وردية الطوق هو أحد أكثر أنواع الببغاوات انتشارًا.

## الأنواع
- درة نيوتن، Psittacula exsul - انقرض في عام 1875
- درة موريشيوس، Psittacula echo
- درة رونيون، Psittacula eques - انقرض في منتصف القرن الثامن عشر
- درة ماسكارين، Psittacula bensoni - انقرض في عام 1764
- درة مطوقة، Psittacula krameri
- درة الإسكندر، Psittacula eupatria
- درة سيشل، Psittacula wardi - انقرض في عام 1883
- درة برقوقية الرأس، Psittacula cyanocephala
- درة زهرية الرأس، Psittacula roseata
- درة أردوازية الرأس، Psittacula himalayana
- درة رمادية الرأس، Psittacula finschii
- درة زرقاء الجناحين، Psittacula columboides
- درة لايارد، Psittacula calthropae
- درة ديربي، Psittacula derbiana
- درة حمراء الصدر، Psittacula alexandri
- درة طويلة الذيل، Psittacula longicauda
- درة نيكوبار، Psittacula caniceps